# El món prodigiós. Nova York, herois units
El món prodigiós. Nova York, herois units (títol original en francès, Miraculous World: New York, les Héros Unis) és un programa especial d'animació del 2020 basat en la sèrie animada Prodigiosa: Les aventures de Ladybug i Gat Noir, dirigida per Thomas Astruc i produïda per Jeremy Zag a associació amb la Walt Disney Company i TF1. Està ambientat entre els episodis «La Titellaire» i «Ladybug». Es va estrenar el 25 de setembre de 2020 als Estats Units a Disney Channel, i després es va emetre un dia després a França al canal homònim. Més tard també va ser emès a França per la cadena de televisió TF1 el 18 d'octubre de 2020. La versió doblada al català es va estrenar el 30 de maig de 2021 al Canal Super3.
Els actors de doblatge van llegir una escena sense editar del guió durant el Brazilian Miraculous Day 2020.